# Samson Bédouin
Samson Bédouin est un écrivain français. Il était religieux de l'abbaye de la Couture, près du Mans, et il y mourut vers 1563.

## Biographie
Cet auteur ne nous est connu que par la Croix du Maine ; mais on peut ajouter foi à ce qu'il nous en rapporte, par la raison que ce savant était de la même province que Bédouin, qu'il avait dû souvent en entendre parler, et que, même dans sa jeunesse, il avait pu le voir.
Il composait des tragédies, comédies, moralités, coqs-à-l'âne et autres semblables satires, et il les faisait représenter par des jeunes gens, dans les rues et sur les places publiques de la ville du Mans. La Croix du Maine lui attribue des cantiques et des noëls imprimés plusieurs fois, des chansons, et entre autres (provenant du pays de Nuz) la Réplique à celle des Nuciens, ou Nutois, qui autrement sont ceux de Nus, au bas pays du Maine. Dans la nouvelle édition d'un Dictionnaire historique, le nom des Nuciens est transformé en celui de Muliens ou Untois.
On a aussi de lui Cantiques et Noëls, imprimés chez Vaucelles ; il a aussi recueilli le catalogue des paroisses du Maine. Bédouin est encore auteur d'un petit livre intitulé : les Ordonnances et Statuts de M. de Laflac, et du Jeu de Trois, au Mans, Jérôme Olivier ; et d'un Catalogue des Paroisses de la province du Maine. Ce dernier ouvrage, quoique imprimé, n'est point cité dans la Bibliothèque historique de France.

## Source partielle
- « Samson Bédouin », dans Louis-Gabriel Michaud, Biographie universelle ancienne et moderne : histoire par ordre alphabétique de la vie publique et privée de tous les hommes avec la collaboration de plus de 300 savants et littérateurs français ou étrangers, 2e édition, 1843-1865 [détail de l’édition]
- « Samson Bédouin », André René Le Paige, Dictionnaire topographique historique généalogique et bibliographique de la province du Maine, 1777 [détail des éditions] (lire sur Wikisource)